# وليم ساندرز (كاتب)
وليم ساندرز (بالإنجليزية: William Sanders)‏ (28 أبريل 1942، أركنساس في الولايات المتحدة - 29 يونيو 2017)؛ روائي أمريكي.